# Pete Rose (musicista)
Pete Rose (1942 – 2018) è stato un compositore e flautista statunitense.

## Biografia
Egli è considerato il più importante flautista (flauto dolce) nell'esecuzione di musica contemporanea scritta per questo strumento antico tornato alla ribalta nella seconda metà del XX secolo. Egli è anche un apprezzato compositore di musica moderna che spesso esegue nei concerti che tiene sia negli Stati Uniti che in Europa ed in Giappone. Rose è anche uno dei pochi strumentisti di flauto dolce che esegue il jazz con questo particolare strumento.
Nel corso della sua attività concertistica ha suonato musiche dei più eminenti compositori di musica contemporanea quali Daniel Goode, Ryohei Hirose, Luciano Berio, e Benjamin Thorn.
Rose ha scritto anche un sensibile numero di articoli sull'impiego del flauto dolce nella musica classica contemporanea.

## Discografia
- 2004 - Recorderist Pete Rose (Pitch)
- Daniel Goode - Eight Thrushes in New York (Frog Peak Music)